# マリナー・ムース

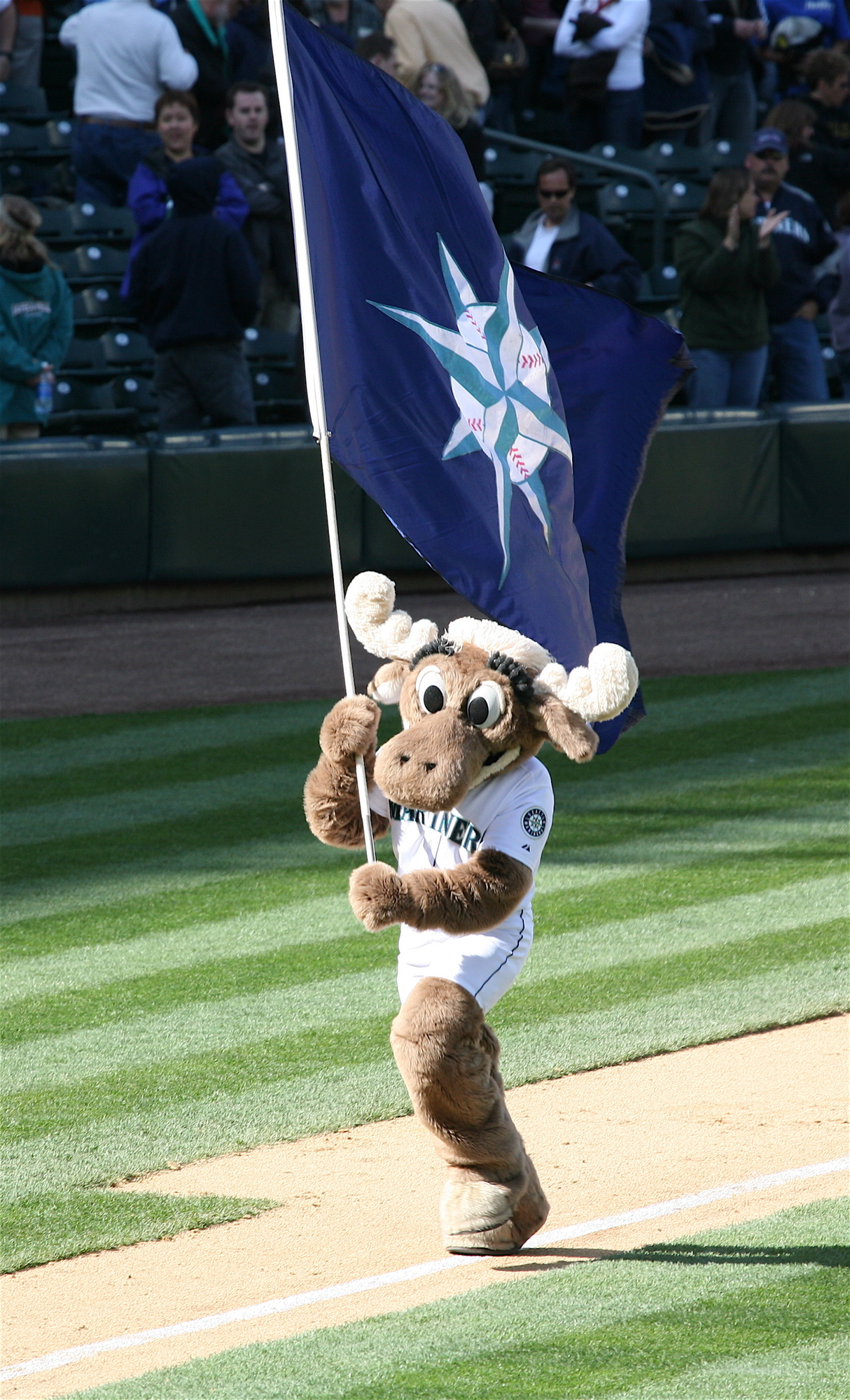
マリナー・ムース

マリナー・ムース（Mariner Moose）は、MLBシアトル・マリナーズの球団マスコットキャラクターである。愛称はムース。背番号は00。マリナーズ球団初のマスコットである。モチーフはヘラジカ。

## 概要・特徴
1990年に、シアトル・マリナーズがアメリカ西海岸北部地域で応募対象者を14歳以下に限定して球団マスコットの案を募る。2,500以上あった応募の中からマリナー・ムースが誕生した。
マリナーズの本拠地セーフコ・フィールドでは、ウォーニングトラックをATVで走るパフォーマンスを見せ、レフトフェンス外にあるブルペンの前を通過する際にはブルペンにいる投手から冷水をかけられることもある。また、マリナーズが試合に勝利すると球団旗を振りながら走り回る姿が見られる。
電子メールや電話などによる申し込みで、一般のパーティーやイベントにムースを呼ぶことができる。

## 経歴
- 1990年4月13日 - 当時マリナーズの本拠地であったキングドームで開幕戦デビューを果たす。
- 1995年10月 - キングドームでのディビジョンシリーズ（ニューヨーク・ヤンキース戦）にて、ファンサービスとして外野でインラインスケートに乗っていたところ、外野フェンスに激突し足首を骨折した[1]。
- 1997年 - 球団コマーシャル "Between At Bats" 出演。
- 2000年 - 球団コマーシャル "Grass Stains" 出演。
- 2003年 - 球団コマーシャル "Casual" 出演。
- 2004年 - 球団コマーシャル "Card Game" 出演。
- 2005年 - 球団コマーシャル "Pep Talk" 出演。
- 2006年 - マスコット栄誉の殿堂 初ノミネートを果たすが、投票数が及ばず選出されなかった。
- 2006年11月 - 日米野球でメジャーリーグ選抜チームに帯同する。
- 2007年 - 球団コマーシャル "Map" 出演。
- 2007年8月5日 - セーフコ・フィールドでのボストン・レッドソックス戦で、イニング間にATVを運転していたムースが、守備につくためベンチから出てきた相手選手のココ・クリスプを轢くというアクシデントが起きた。クリスプに怪我はなかったが、マリナーズ球団はレッドソックスとクリスプに謝罪した。ムースにマリナーズ球団からの処罰はなかった[4]。
- 2007年9月 - マスコット栄誉の殿堂 2度目のノミネートも再び投票で敗れる。